# Pectinia teres
Pectinia teres là một loài san hô trong họ Pectiniidae. Loài này được Nemenzo & Montecillo mô tả khoa học năm 1981.